# Christian Rothe (højesteretsdommer)
 Der er flere personer med dette navn, se Christian Rothe.
Christian Rothe (16. juli 1790 i København – 4. januar 1858 sammesteds) var en dansk højesteretsassessor.
Han var søn af juristen Andreas Bjørn Rothe, blev 1807 student fra Det Schouboeske Institut og påbegyndte jurastudiet, hvor han blev tildelt Universitetets sølvmedalje for en prisopgave. Han blev 1811 cand.jur. og samme år underkancellist i Højesterets justitskontor. 1812 blev Rothe tildelt Universitetets guldmedalje for afhandlingen Om og hvorvidt stridende Parter saavel efter almindelige Lovgivnings-Grundsætninger som efter den romerske og især den fædrelandske Rets Forskrifter ere forpligtede til at udlevere hinanden Documenter. Samme år kom han til hjælp ved læsningen i Højesteret og fik 1813 udnævnelse som sekretær ved protokollerne i Højesteret, blev 1816 surnamerær assessor i Landsover- samt Hof- og Stadsretten og 1819 virkelig assessor. 1827 blev Rothe assessor i Højesteret, 28. juni 1840 Ridder af Dannebrog, 1852 konferensråd, fik 1856 afsked og blev 8. januar 1857 Dannebrogsmand.
Han udgav 1814 Alphabetisk Real-Register til Juridisk Archiv og 1823 Alphabetisk Real-Register til Nyt juridisk Archiv.
Rothe ægtede 29. september 1815 i Nørre Kirkeby Kirke Maria Stampe (21. januar 1797 sammesteds - 15. april 1848 i København), datter af ejer af Skørringe, kammerherre Carl Adolph Stampe og Caroline Rothe. 